# Octomeria irrorata
Octomeria irrorata är en orkidéart som beskrevs av Rudolf Schlechter. Octomeria irrorata ingår i släktet Octomeria och familjen orkidéer. Inga underarter finns listade i Catalogue of Life.